# Медолюб аруанський
Медолюб аруанський (Meliphaga aruensis) — вид горобцеподібних птахів родини медолюбових (Meliphagidae). Мешкає на Новій Гвінеї та на сусідніх островах.

## Поширення і екологія
Аруанські медолюби мешкають на Новій Гвінеї та на сусідніх островах, зокрема на островах Ару, Раджа-Ампат, Д'Антркасто і Япен. Вони живуть у вологих рівнинних і гірських тропічних лісах.